# Apanteles takeuchii
Apanteles takeuchii är en stekelart som först beskrevs av Watanabe 1937.  Apanteles takeuchii ingår i släktet Apanteles och familjen bracksteklar. Inga underarter finns listade i Catalogue of Life.